# Colmán Rímid
Colmán Rímid (o Colmán mac Báetáin) (m. 604) fue un rey irlandés incluido en algunas listas como Rey Supremo de Irlanda. Colmán era hijo de Báetán mac Muirchertaig (m. 572), también considerado rey supremo que perteneció a la rama de Cenél nEógain de los Uí Néill del norte. Gobernó en Ailech de 578 a 602.
El trono supremo de Irlanda alternaba entre las dinastía de Cenél nEógain y Cenél Conaill a finales del siglo VI. Se dice que Colmán compartió trono con Áed Sláine. La ascensión de Colmán y Áed al trono consta en los anales en 598 y aparecen mencionados también en las listas reales. No obstante, se les omite en una lista más antigua, el Baile Chuind (El Éxtasis de Conn), un poema irlandés de finales del siglo VII. Fiachnae mac Báetáin de los Ulaid pudo haber sido el rey efectivo.
En 602 Colmán derrotó a su rival de Cenél Conaill, Conall Cú mac Áedo (m. 604) en la Batalla de Cúl Sleamna (en la baronía de Raphoe) y Conall fue puesto en fuga. Colmán falleció en 604 asesinado por un pariente, Lochán Dilmana.
Su hija, o quizás su nieta, Fín, fue la madre de Aldfrith hijo de Oswiu. El poeta Cenn Fáelad mac Aillila (m. 679) era su sobrino.
Su hermano Máel Umai (m. 610) luchó en la Batalla de Degsastan donde se dice que mató al hermano del rey Etelfrido de Bernicia.